# Ingrid Prigge
Ingrid Prigge (4 november 1963) is een Nederlandse voormalige langeafstandsloopster, die was gespecialiseerd in de marathon.

## Biografie
Prigge was een laatbloeier. Ze begon pas met atletiek in 1998, nadat haar twee dochters waren geboren. "En eigenlijk was het uit nood geboren omdat er een wachtlijst bij het volleybal was." Dat ze de volleybalsport weer wilde oppakken, was overigens niet meer dan logisch. Ze had die sport al eerder beoefend, voordat ze van Haaksbergen naar Borne verhuisde. Maar hoewel uit nood geboren, bleek ze het hardlopen  "hartstikke leuk" te vinden. "Als kind vond ik hardlopen niet leuk, je werd er alleen maar moe van en nu wil ik alleen maar telkens nog harder lopen. Heel apart."
Ze begon in Borne bij Club Sportief. Het hardlopen ging haar al vrij snel goed af en ze deed aan wedstrijdjes mee. Daarna stapte ze over naar triatlonvereniging Trios in Borne. "Ik probeerde steeds sneller te worden, ook omdat anderen zeiden dat ik talent had. Ik heb er in elk geval plezier in, met name het clubverband. Dat vind ik namelijk leuker dan in mijn eentje trainen."
In 2005 maakte Prigge haar marathondebuut bij de marathon van Enschede; ze finishte hier als derde vrouw in 2:45.28. Twee jaar later schreef ze deze wedstrijd op haar naam met een tijd van 2:42.31. Haar persoonlijke record op de marathon van 2:41.06 vestigde ze in 2006 bij de marathon van Amsterdam. Met een tiende plaats overall eindigde ze als snelste Nederlandse. Ondanks haar leeftijd deed Prigge met haar marathontijden goed mee in de nationale top bij de vrouwen. "Nadja Wijenberg kan het ook, daar hou ik mij aan vast. Bovendien, het hangt ook van het aantal trainingsjaren af, leeftijd zegt niet zoveel."
Ingrid Prigge was aangesloten bij LAAC-Twente uit Oldenzaal. Van beroep is zij registratiemedewerkster bij het Integraal Kanker Centrum.
Eind 2018 gaf Prigge op 55-jarige leeftijd te kennen, dat zij een punt zette achter haar hardloopcarrière. Ze ging zich voortaan richten op het trainen van anderen. Desondanks verbeterde ze in 2025 het Nederlands record Marathon in de 60+ categorie naar 2:59.14.  

## Persoonlijke records
Baan
| Onderdeel | Prestatie | Datum         | Plaats  |
| --------- | --------- | ------------- | ------- |
| 5000 m    | 17.30,6   | 24 juni 2004  | Hengelo |
| 10.000 m  | 35.36,0   | 25 april 2003 | Hengelo |

Weg
| Onderdeel      | Prestatie | Datum             | Plaats              |
| -------------- | --------- | ----------------- | ------------------- |
| 10 km          | 34.53     | 18 juni 2004      | Bergentheim         |
| 15 km          | 54.33     | 7 december 2003   | 's Heerenberg       |
| 10 Eng. mijl   | 57.42     | 17 september 2006 | Zaandam             |
| 20 km          | 1:12.03   | 12 maart 2006     | Alphen aan den Rijn |
| halve marathon | 1:16.46   | 23 april 2006     | Enschede            |
| 25 km          | 1:34.00   | 5 april 2009      | Losser              |
| 30 km          | 1:57.52   | 14 februari 2010  | Schoorl             |
| marathon       | 2:41.06   | 15 oktober 2006   | Amsterdam           |

## Palmares

### 5 km
- 2011: 7e ( V40) Marikenloop - 17.49

### 10 km
- 2009:  V45 NK in Tilburg - 36.21
- 2006: 9e Zwitserloot Dakrun - 35.30
- 2010: 11e (1e V45) NK in Tilburg - 36.48

### 15 km
- 2003: 13e ( V40) Zevenheuvelenloop - 54.33
- 2004: 16e ( V40) Zevenheuvelenloop - 54.42
- 2005: 18e ( V40) Zevenheuvelenloop - 54.39
- 2005: 9e ( V35) Montferland Run - 56.07
- 2008: 11e ( V45) Zevenheuvelenloop - 56.01
- 2008: 9e ( V45) Montferland Run - 55.38
- 2009: 17e ( V45) Zevenheuvelenloop - 56.34
- 2010: 20e ( V45) Zevenheuvelenloop - 56.26

### 10 Eng. mijl
- 2007: 12e Dam tot Damloop - 59.53
- 2008: 14e Dam tot Damloop - 59.20

### halve marathon
- 2003:  halve marathon van Enschede - 1:20.50
- 2004:  halve marathon van Enschede - 1:18.17
- 2007: 6e NK - 1:18.39 (10e overall)
- 2007:  Berenloop - 1:20.22
- 2009: 10e NK - 1:20.34 (16e overall)
- 2010: 9e NK - 1:23.05 (15e overall)
- 2015:  V50 NK - 1:23.33 (6e overall)
- 2016:  V50 NK - 1:24.18 (14e overall)
- 2016:  halve marathon van Enschede - 1:23.39
- 2017:  V50 NK - 1:27.12 (14e overall)
- 2017:  halve marathon van Hengelo - 1:25.09
- 2017:  halve marathon van Oldenzaal - 1:25.34

### marathon
- 2005:  marathon van Enschede - 2:45.28
- 2006: 10e marathon van Amsterdam - 2:41.06
- 2007:  marathon van Enschede - 2:42.31
- 2008: 6e marathon van Eindhoven - 2:44.25
- 2009:  marathon van Enschede - 2:58.02
- 2009: 5e marathon van Eindhoven - 2:44.19
- 2010:  marathon van Enschede - 2:46.25
- 2011:  marathon van Enschede - 2:45.10
- 2012:  marathon van Enschede - 2:55.42
- 2012: 15e marathon van Berlijn - 2:47.54
- 2014:  marathon van Enschede - 2:52.47
- 2015:  marathon van Enschede - 2:55.23
- 2024:  marathon van Enschede V60 - 3:01.46 (NR V60)

### overige afstanden
- 2005:  Asselronde (27,5 km) - 1:45.38
- 2007:  Asselronde (27,5 km) - 1:45.07
- 2007: 7e 4 Mijl van Groningen - 22.26
- 2011:  Asselronde (27,5 km) - 1:45.37

### veldlopen
- 2016:  V50 NK (7,8 km) - 31.57